# Ékur

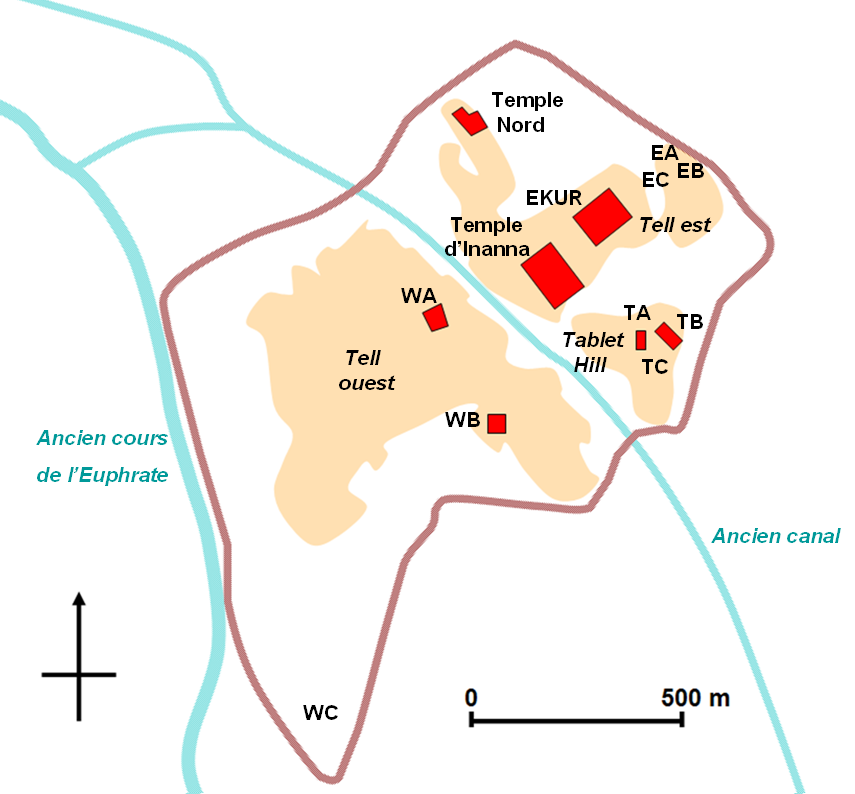
Nippur térképe

Az Ékur (𒂍𒆳 sumer: E2.KUR „a hegy háza”) az ókori mezopotámiai Nippurban Enlil főisten szentélykörzete volt. A szentélykörzet városi jelentőségén túl egész Sumer vallási kultuszközösségének – görögül: amphiktüonia – a központi szentélye is volt.
Ékur volt a neve az Assur várhegyén levő szentélykörzetnek is, amelyben több isten temploma volt.

## Nippur

### A sumer vallási kultuszközösség
Nippur sohasem volt hatalmi központ, a sumer királylista szerint sem volt itt soha a királyság, a nippuri Enlil-szentély mégis központi szerepet játszott Sumer vallási életében. Több nippuri emberről és héroszról maradtak fenn történetek, mint például A nippuri szegény ember. Szerepe hasonlít az ókori Görögország amphiktüoniáihoz, pl. a legnevezetesebbhez, a Delphoi jósda körül kialakulthoz. Akörül sem alakult ki állami szervezet, nem volt uralkodója, de beleszólt Görögország politikai életébe. Hasonló, mégis egyedi volt a zsidók Jahve-kultusza, amelynek központja változó helyek – Sikem, Gilgál, Siló, Béthel stb. – után végül Jeruzsálemben állapodott meg. Ott a királyság – igaz, csak rövid ideig egységes – is kialakult, és végül egyistenhithez vezetett.
Nippurba az ország minden részéből érkeztek az emberek, hogy az Ékurban imádkozzanak, áldozatot mutassanak be Enlilnek, elhelyezzék ajándékaikat, könyörögjenek a jószerencséért. A nippuri templom – a többi sumer termplomhoz hasonlóan, amelyekből a városállamok kialakultak – nyilván hatalmas gazdasági erővel rendelkezett, ami emelte súlyát. Ma már nehezen megállapítható, hogyan tudott beleszólni az ország politikájába, amikor a befolyásos uralkodók messze voltak, de a források fel-felvillantanak egy-egy momentumot.
A külső támadásoktól szorongatott Ibbí-Szín, a III. uri dinasztia utolsó királya egy katonai parancsnokát – Isbí-Errát – küldte északra gabonát vásárolni. Isbí-Erra csellel rávette királyát, hogy tegye őt meg Íszín és Nippur helytartójává (enszi). A fontos kikötő és a fontos szentély miatt nyíltan függetlenedni mert azután királyától, arra hivatkozott, hogy Enlil őt jelölte ki az uralomra. Valószínűleg ez nemcsak egy retorikai fordulat volt, hanem az Enlil-papságot rá is vette egy ilyen értelmű nyilatkozatra.

### Épületei
- Duranki (sumer: „az ég és föld közötti kötelék”) – Enlil zikkuratja, első változatát Ur-Nammu építtette. Testvérpárja a Tummal, Ninlil istennő szentélykörzete.

## Assur
Az assuri Ékur-körzet az Ékur nevű templomról kapta a nevét.

### Épületei
- Ékur, a hegy háza.
- Éhurszag-kurkurra – az Uspia által építtetett Assur-templom.
- Ésarra, a világ háza.
- Éhurszag-kalama, az ország hegyi háza.[1]